# Архиепархия Севильи

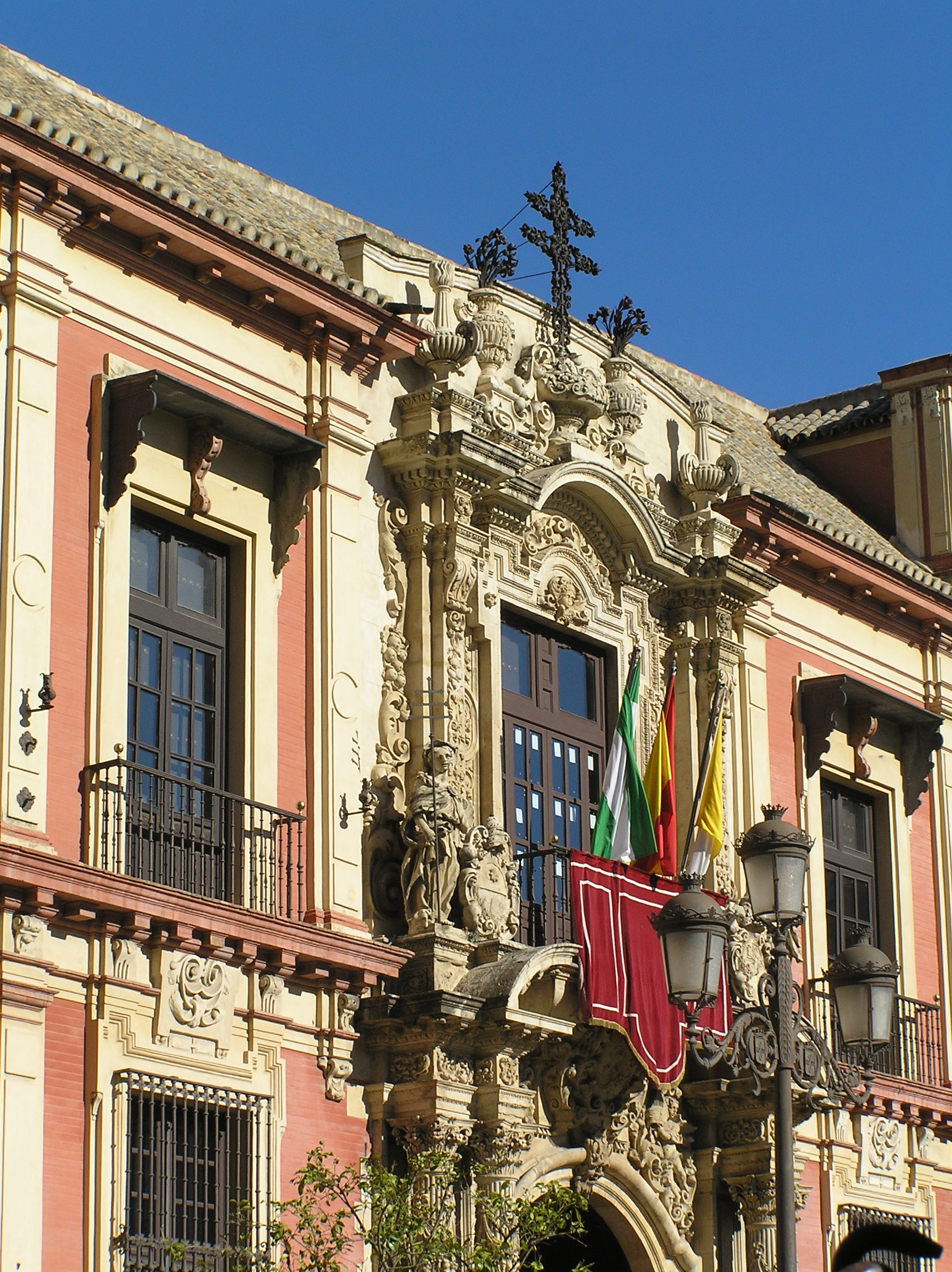
Резиденция архиепископов Севильи

Архиепархия Севильи (лат. Archidioecesis Hispalensis, исп. Archidiócesis de Sevilla) архиепархия-митрополия Римско-католической церкви в Испании. В настоящее время епархией управляет архиепископ-митрополит Хуан Хосе Асенхо Пелегрина. Вспомогательный епископ — Сантьяго Гомес Сьерра. Почетный епископ — кардинал Карлос Амиго Вальехо.
Клир епархии включает 692 священника (436 епархиальных и 256 монашествующих священников), 47 диаконов, 504 монаха, 2 012 монахинь.
Адрес епархии: Apartado 6, Plaza Virgen de los Reyes s/n, 41004 Sevilla, España. Телефон: 95 450 55 05. Факс: 95 450 55 06.

## Территория
В юрисдикцию епархии входит 258 приходов в провинции Бургос, в автономном сообществе Андалусия в Испании.
Кафедра архиепископа-митрополита находится в городе Севилья в церкви Санта Мария.
В состав митрополии (церковной провинции) Севилья входят:
- Архиепархия Севильи;
  - Епархия Кадиса и Сеуты;
  - Епархия Канарских островов;
  - Епархия Кордобы;
  - Епархия Сан-Кристобаль-де-ла-Лагуны;
  - Епархия Уэльвы;
  - Епархия Херес-де-ла-Фронтеры.

## История
Кафедра Севильи была основана, вероятно, в III веке, когда впервые упоминаются в письменных источниках имена первых её епископов, но, по мнению некоторых историков, она была основана ещё в I веке.
В IV веке епархия была возведена в ранг архиепархии-митрополии.
В VII веке кафедру занимали известные архиепископы святые Леандр и Исидор. Первый из них внёс свой вклад в обращение святого Герменегильда и Рекареда I и председательствовал на Третьем Толедском соборе в 589 году. Второй председательствовал на Четвёртом Толедском соборе и отличался энциклопедическими познаниями, за что потом был провозглашен Учителем Церкви.
Во время арабского господства преемственность епископов была нарушена. На протяжении почти столетия, с середины XII века до середины XIII века епархия была упразднена.
В 1251 году кафедра была восстановлена. После Реконкисты большинство мечетей города были преобразованы в церкви, а церкви Санта-Мария-ла-Бланка, Санта-Крус и Сан-Бартоломе были преобразованы из синагог. Собор был построен на фундаменте великой мечети, построенной эмиром, который построил мечеть Альхама, перестроенной в 1171 году эмиром из династии Альмохадов, Юсуфом бен Якубом. Знаменитая колокольня Хиральда является работой Альманзора. При преобразовании мечети в христианский собор, здание храма было разделено на две части, из которых малая часть была отделена от большой балюстрадой и решеткой, став королевской часовней.
После открытия Америки, юрисдикция архиепископов Севильи распространилась на весь Новый Свет. Когда в 1510 году были созданы первые епархии на территории Америки, Севилья стала для них митрополией. Юрисдикция митрополии Севильи над епархиями Америки закончилась 12 февраля 1546 года, с возведением в ранг архиепархий-митрополий кафедр Санто-Доминго, Мехико и Лима.
22 октября 1953 года архиепархия Севильи уступила часть своей территории в пользу новой епархии Уэльвы.
3 марта 1980 году часть территории архиепархии Севильи отошла к новой епархии Херес-де-ла-Фронтера.

## Ординарии архиепархии
- Марцелл (III век);
- Неизвестный по имени (III век);
- Савин I (287—300/306);
- Эвидий;
- Деодат;
- Семпрониан;
- Гемин;
- Главций;
- Марциан;
- Савин II (441);
  - Епифаний (441—461) — анти-епископ;
- Савин II (461) — вторично;
- Оронций (462—474);
- Зенон (476—486);
- Асфалий (486);
- Максимиан (516);
- Салюстий (517—519);
- Криспин (522);
- Пигасий (VI век);
- Стефан I (VI век);
- Феодул (Теодул) (VI век);
- Гиацинт (VI век);
- Репарат (VI век);
- Стефан II (578);
- Святой Леандр (579—600);
- Святой Исидор (600—636);
- Гонорат (636—641);
- Антоний (641—655);
- Фугитив (656);
- Бракарий (VII век);
- Юлиан I (681);
- Флорезинд (682—688);
- Феликс (688 — 02.05.693) — назначен архиепископом Толедо;
- Фаустин (02.05.693 — 693);
- Габриэль[источник не указан 1064 дня];
- Сисберт;
- Оппас (710—711);
- Нонит;
- Элиас;
- Теодульф;
- Аспидий;
- Гумелиан;
- Мендулан;
- Давид;
- Юлиан II;
- Теодула (IX век);
- Иоанн I (839—850);
- Рекафред (850—860);
- Неизвестный по имени (упоминается в 864);
- Иоанн II;
- Юлиан III (упоминается в 937);
- Климент (1144—1145);
  - Кафедра упразднена (1145—1251);
- Филипп Кастильский (1251—1258);
- Раймундо де Лосана (1259—1286);
- Фернандо Перес (1286—1289);
- Гарсия Гутьеррес (12.02.1289 — 1294);
- Санчо Гонсалес (1294 — 13.07.1295);
- Гонсало (13.07.1295 — 26.11.1295);
- Санчо Гонсалес (26.11.1295 — 20.05.1299) — вторично;
- Хуан Альморавид (09.06.1300 — 05.10.1302);
- Фернандо Гутьеррес Тельо (07.08.1303 — 26.04.1323);
- Хуан Санчес (23.12.1323 — 26.11.1348);
- Нуньо де Фуэнтес (28.01.1349 — 1361);
- Альфонсо Фернандо де Толедо и Варгас (18.06.1361 — 27.12.1366) — августинец-еремит;
- Педро Гомес Баррозо и Гарсия (04.06.1369 — 1371);
- Фернандо Альварес де Альборнос (09.06.1371 — 1380);
- Педро Гомес Альварес де Альборнос (1380 — 01.07.1390) — апостольский администратор;
  - Sede vacante (1390—1394);
- Гонсало де Мена и Роэлас (28.01.1394 — 21.04.1401);
- Альфонсо де Эхейя (30.07.1403 — 20.09.1408) — назначен латинским патриархом Константинополя;
- Альфонсо де Эхейя (20.09.1408 — 09.06.1417) — апостольский администратор;
- Диего де Анайя Мальдонадо (16.03.1418 — 1431);
- Лопе де Ольмедо (11.03.1431 — 1433) — апостольский администратор;
- Хуан де Хересуэла (07.01.1433 — 08.11.1434) — назначен архиепископом Толедо;
- Диего де Анайя Мальдонадо (25.02.1435 — 26.09.1437) — вторично;
- Гутьерре Альварес де Толедо (12.05.1439 — 18.06.1442) — назначен архиепископом Толедо;
- Гарсия Энрикес Осорио (11.07.1442 — 1448);
- кардинал Хуан де Сервантес[итал.] (07.04.1449 — 25.11.1453) — апостольский администратор;
- Алонсо I де Фонсека и Ульоа (04.02.1454 — 03.12.1460) — назначен епископом Сантьяго де Компостела;
- Алонсо II де Фонсека и Асеведо (03.12.1460 — 1464) — апостольский администратор;
- Алонсо I де Фонсека и Ульоа (1464—1473) — вторично;
- кардинал Пьетро Риарио (25.06.1473 — 03.01.1474) — францисканец, апостольский администратор;
- кардинал Педро Гонсалес де Мендоса (09.05.1474 — 13.11.1482) — апостольский администратор, назначен архиепископом Толедо;
- Иньиго Манрике де Лара (15.01.1483 — 1485);
- кардинал Диего Уртадо де Мендоса (29.08.1485 — 12.09.1502);
- кардинал Хуан де Суньига и Пиментель (05.05.1503 — 26.07.1504);
- Диего де Деса (30.10.1504 — 09.07.1523) — доминиканец;
- кардинал Альфонсо Манрике де Лара[итал.] (31.08.1523 — 28.09.1538);
- кардинал Гарсиа де Лоайса (21.05.1539 — 22.04.1546) — доминиканец;
- Фернандо Вальдес (27.08.1546 — 09.12.1566);
- кардинал Гаспар Суньига Авильянеда[итал.] (22.06.1569 — 02.01.1571);
- Кристобаль Рохас Сандовал (18.05.1571 — 22.09.1580);
- кардинал Родриго де Кастро Осорио[итал.] (20.10.1581 — 20.09.1600);
- кардинал Фернандо Ниньо де Гевара[итал.] ([30.04.1601 — 08.01.1609);
- Педро Кастро-Квиньонес (05.07.1610 — 20.12.1623);
- Луис Фернандес де Кордоба (11.03.1624 — 26.06.1625);
- кардинал Диего Гусман де Харос (15.09.1625 — 21.01.1631);
- кардинал Гаспар де Борха-и-Веласко (19.02.1632 — 16.01.1645) — назначен архиепископом Толедо;
- кардинал Агустин Спинола Басадоне (16.01.1645 — 12.02.1649);
- кардинал Доминго Пиментель-и-Суньига (19 июля 1649—1652) — доминиканец;
- Педро Тапиа (23.09.1652 — 25.08.1657) — доминиканец;
- Педро Урбина Монтойя (01.04.1658 — 06.02.1663) — францисканец;
- Антонио Пайньо-Севилья (04.06.1663 — 23.05.1669);
- Амброзио Игнасио Спинола и Гусман (07.10.1669 — 14.05.1684);
- Хайме де Палафокс и Кардона (13.11.1684 — 02.12.1701);
- кардинал Мануэль Ариас-и-Поррес (03.04.1702 — 16.11.1717) — иеронимит;
- Фелипе Антонио Хиль Табоада (04.03.1720 — 29.04.1722);
- Луис Сальседо Аскона (07.10.1722 — 03.05.1739);
- кардинал Луис де Бурбон (19.09.1741 — 18.12.1754) — апостольский администратор;
- кардинал Франсиско де Солис Фольк де Кардона (17.11.1755 — 21.03.1776);
- кардинал Франсиско Хавьер Дельгадо Бенегас (20.05.1776 — 10.12.1781);
- Альфонсо Маркос Льянес (15.12.1783 — 07.01.1795);
- Антонио Деспуг-и-Дамето (18 декабря 1795 — 30 января 1799);
- кардинал Луис Мария де Бурбон-и-Вальябрига (15.03.1799 — 22.12.1800) — назначен архиепископом Толедо;
- кардинал Луис Мария де Бурбон-и-Вальябрига (22.12.1800 — 19.05.1814) — апостольский администратор;
- Ромуальдо Антонио Мон Веральде (23.09.1816 — 16.12.1819);
  - вакантно (1819—1824);
- кардинал Франсиско Хавьер де Сьенфуэгос-и-Ховельянос (20.12.1824 — 21.06.1847);
- кардинал Худас Хосе Ромо-и-Гамбоа (17.12.1847 — 11.01.1855);
- кардинал Мануэль Хоакин Таранкон-и-Морон (03.08.1857 — 26.08.1862);
- кардинал Луис де Ла Ластра-и-Куэста (16.03.1863 — 05.05.1876);
- кардинал Хоакин Льюк-и-Гарриха (22.06.1877 — 28.09.1882) — босой кармелит;
- кардинал Сеферино Гонсалес-и-Диас Туньон (15.03.1883 — 27.03.1885) — доминиканец, назначен архиепископом Толедо;
- Бьенвенудо Монсон и Мартин (27.03.1885 — 10.08.1885);
- кардинал Сеферино Гонсалес-и-Диас Туньон (15.01.1886 — 28.11.1889);
- кардинал Бенито Санс-и-Форес (30.12.1889 — 01.11.1895);
- Блаженный кардинал Марсело Спинола-и-Маэстре (02.12.1895 — 20.01.1906);
- Сальвадор Кастельоте и Пинасо (06.12.1906 — 23.12.1906);
- кардинал Энрике Альмарас и Сантос (18.04.1907 — 16.12.1920) — назначен архиепископом Толедо;
- кардинал Эустакио Илюндайн-и-Эстебан (16.12.1920 — 10.08.1937);
- кардинал Педро Сегура и Саэнс (14.09.1937 — 08.04.1957);
- кардинал Хосе Мария Буэно и Монреаль (08.04.1957 — 22.05.1982);
- кардинал Карлос Амиго Вальехо (22.05.1982 — 05.11.2009) — францисканец;
- Хуан Хосе Асенхо Пелегрина (5.11.2009 — 17.04.2021);
- Хосеп Анхель Сайс Менесес (с 17 апреля 2021 года — по настоящее время).

## Статистика
На конец 2010 года из 1 900 224 человек, проживающих на территории епархии, католиками являлись 1 890 000 человек, что соответствует 99,5 % от общего числа населения епархии.
| год  | население | население | население | священники | священники        | священники         | священники                           | постоянные диаконы | монахи  | монахи  | приходы |
| год  | католики  | всего     | %         | всего      | белое духовенство | черное духовенство | число католиков на одного священника | постоянные диаконы | мужчины | женщины | приходы |
| ---- | --------- | --------- | --------- | ---------- | ----------------- | ------------------ | ------------------------------------ | ------------------ | ------- | ------- | ------- |
| 1950 | 1.750.000 | 1.750.610 | 100,0     | 753        | 428               | 325                | 2.324                                |                    | 822     | 3.675   | 319     |
| 1969 | 1.838.061 | 1.838.061 | 100,0     | 1.033      | 571               | 462                | 1.779                                |                    | 1.098   | 3.473   | 263     |
| 1980 | 1.826.650 | 1.827.540 | 100,0     | 949        | 516               | 433                | 1.924                                |                    | 801     | 3.410   | 320     |
| 1990 | 1.532.560 | 1.600.024 | 95,8      | 741        | 414               | 327                | 2.068                                | 18                 | 561     | 2.096   | 247     |
| 1999 | 1.735.000 | 1.744.770 | 99,4      | 654        | 387               | 267                | 2.652                                | 38                 | 511     | 2.401   | 255     |
| 2000 | 1.733.200 | 1.745.230 | 99,3      | 656        | 386               | 270                | 2.642                                | 28                 | 458     | 2.276   | 256     |
| 2001 | 1.764.728 | 1.768.228 | 99,8      | 679        | 392               | 287                | 2.599                                | 33                 | 544     | 2.348   | 256     |
| 2002 | 1.774.720 | 1.783.441 | 99,5      | 677        | 387               | 290                | 2.621                                | 33                 | 502     | 2.375   | 256     |
| 2003 | 1.841.019 | 1.851.040 | 99,5      | 685        | 391               | 294                | 2.687                                | 37                 | 502     | 2.388   | 256     |
| 2004 | 1.749.750 | 1.758.720 | 99,5      | 666        | 374               | 292                | 2.627                                | 37                 | 497     | 2.399   | 256     |
| 2010 | 1.890.000 | 1.900.224 | 99,5      | 692        | 436               | 256                | 2.731                                | 47                 | 504     | 2.012   | 258     |